# 拜拉蒂萨尔
拜拉蒂萨尔（Bairatisal），是印度西孟加拉邦Darjiling县的一个城镇。总人口5400（2001年）。

## 人口
该地2001年总人口5400人，其中男性2891人，女性2509人；0—6岁人口443人，其中男231人，女212人；识字率82.06%，其中男性为86.92%，女性为76.44%。